# ذات القرن المعوي
ذات القرن المعوي أو انترولوبيم (بالإنجليزية: Enterolobium)‏ و تسمى أيضا أذن الفيل وجنس أشجار متساقطة الأوراق شتاء، سريعة النمو ، يصل أرتفاعها الي 30 متر ، الأوراق متبادلة مركبة ريشية متضاعفة ، الأزهار غزيرة بيضاء ولكن فترة أزهارها قصيرة ، الثمار مبططة عريضة مقوسة غير متفتحة لونها أزرق قاتم . ويتكاثر النبات بالبذور ، ويكثر زراعتها على جوانب الطرق .